# サドベリー・スクール
サドベリー・スクール（サドベリー教育）（英: Sudbury school）はアメリカのボストンにあるサドベリー・バレー・スクールに共感し同じ理念の下で運営している世界中の学校の総称である。ただし、認可制ではないので、サドベリースクールと名付けていても、サドベリーバレースクールとはかなり違った理念の下で異なった運営がされているところも実際にある。
別名はデモクラティックスクールだが、
サドベリースクールのモデルとは違った形態のデモクラティックスクールも存在する。
サドベリー・スクールの先駆的存在であるサドベリー・バレー・スクールは、1968年に創設されて以来、数多くの学校や団体にとってその方針やアイデアを考える際の拠り所となってきた。2018年現在、世界には約50校のサドベリー・スクールがある。

## 概要
サドベリー・スクールはフリー・スクールとある面では類似しているが、明確に異なる諸側面ももっている。
サドベリー・モデルの中心的な特徴は、生徒はルールの範囲内で自由に行動できること、またそのルールを学校参加者自身（主に生徒とスタッフ）により決定していくことである。それによりサドベリー･スクールでは、生徒は学ぶべき内容を学校から押し付けられるということがなく、自らの好奇心のおもむく事をルールの範囲内で追求することができる。また子どもたちを「クラス」に分け、「クラス」単位で行動するように強制することはしない。
このようなサドベリー・モデルの特徴はその教育モデルの基本的な信念に由来している。その信念とは、子どもは生まれながら好奇心を備えていて、生きていく上で必要のあることは自分で学んでいくことができる、という考えである。
サドベリー・スクールは生徒とスタッフだけが参加できる「スクール・ミーティング」によって民主的に運営される。学費額・予算配分なども生徒とスタッフが決めていく。自分たちの学校自治を当事者が行っていく、デモクラティックスクールと呼ばれる所以である。
またサドベリー・スクールはすべての年齢の子どもたちが一緒に過ごすことによって生徒たちの学びと成長が促されると考えており、恣意的に生徒たちを年齢によってグループ分けすることはしない。

## スクール・ミーティング
すべてのサドベリー・スクールはスクール・ミーティングによって運営されている。スクール・ミーティングは年に一度または数回行われる全校集会（School Assembly）と連携している。これらのミーティングは伝統的なニューイングランドのタウン・ミーティングを手本にしている。多くのサドベリー・スクールは「ロバートの議事手続き」(en:Robert's Rules of Order)を用いてスクール・ミーティングを運営している。ミーティングには議長と書記がいる。
サドベリー・スクールの管理に関わるすべての事柄は最終的にはスクール・ミーティングによって決定される。その議題は、学校のルールの変更から予算・スタッフの雇用・解雇にまで及ぶ。出席しているすべての生徒には平等な投票権が与えられる。生徒とスタッフの投票権も平等である。現在のサドベリー・バレー・スクールにおいては全校集会に保護者は参加権きないが、他のサドベリー・スクールでは参加し投票権があるところもある。
サドベリー・スクールの運営に関わるいくつかの事柄は、スクール･ミーティング以外の責任者･機関に委ねられることもあり、それによってスクール・ミーティングは細かな事柄に振り回されることがなくなる。これらの責任者・機関には、管理の仕事を行う書記（スタッフからも生徒からも選ばれる）、ヴォランティアから成る委員会、コーポレーションなどが含まれる。一部の生徒たちがスポーツやコンピューターなどある分野の活動に興味を持ったときには、スクール・ミーティングによってその活動への協力者が組織されるが、彼らもこの責任者に含まれる。

## 司法委員会
ほとんどのサドベリー・スクールは、他のメンバーへの嫌がらせや暴力、任された責任を放棄するといったルール違反を扱う委員会、例えば選任された生徒とスタッフから構成される司法委員会やヴォランティアから成る司法スクール・ミーティングなどを設置している。
司法委員会にはメンバーからの訴えを取り扱う一連の手続きが存在し、多くのサドベリー・スクールはデュー・プロセス・オブ・ローを尊重したガイドラインに従っており、そこでは取り調べ・聴聞・裁判・抗告を考慮することが要請される。
たいていのサドベリー・スクールは法律書を発展させており、それらの法律は数年から数十年にわたる変遷をたどった学校の方針のあらましを示している。それらすべての法律はスクール・ミーティングによって再吟味されており、安全・個人の行為・学校の管理などの事柄に関連するルールを扱っている。

## 年齢ミックス
サドベリー・スクールは10代までの子供を受け入れており、彼らの多くは年齢が5歳から19歳までの間である。サドベリー・スクールでは年齢によって生徒が分けられることはなく、どの生徒も自分とは違う年齢の生徒と自由に交流できる。これは、日本の過疎地での複数学年が混合した授業を行う公立学校と類似している。

## 個人の自由、選択の自由、そして経験による学び
教育についてのサドベリー・モデルの中心的な信念は、すべての生徒は自分が望むように時間を使うことができるべきであり、特定のどの教科も強制されるべきではない、というものである。サドベリー・モデルの考えは、成功した大人になるために、あるいはよりよい社会を作るために子どもが学んでおかなければならない一連のカリキュラムが存在するという考えとは真っ向から異なる。サドベリー・モデルは、生徒が学ぶ方法は多く存在するのであり、生徒が選ぶテーマの善悪を大人が判断しないことによって生徒たちは日々自由に自分の勉強の方針を作ることができる。
クラスや他の活動の計画はいつも自発的かつ自由な選択によって作られている。生徒は一度もクラスを取らなくてもよい。

## サドベリー・スクールの一覧

### 日本
- 野あそび学校 のがり　佐賀県神埼市脊振町
- 一般財団法人 東京サドベリースクール、東京都世田谷区
- 一般社団法人湘南サドベリースクール、神奈川県茅ヶ崎市
- 一般社団法人　三河サドベリースクール・シードーム、愛知県岡崎市
- 一般社団法人西宮サドベリースクール、兵庫県西宮市
- 一般社団法人デモクラティックスクールまっくろくろすけ、兵庫県神崎郡
- デモクラティックスクール まんじぇ、愛知県一宮市
- デモクラティックスクール さいたまみゅーず、埼玉県
- 新田サドベリースクール、鳥取県智頭町
- 沖縄サドベリースクール、沖縄県宜野湾市
- デモクラティックスクール びーだ　静岡県浜松市
- 札幌サドベリースクール、北海道札幌市豊平区
- 岐阜サドベリースクール ちゃおう　岐阜県瑞穂市
- デモクラティックスクールみぃち　沖縄県

### アメリカ合衆国
- ザ・ディアブロ・バレー・スクール、 カリフォルニア州コンコード
- サクラメント・バレー・スクール、カリフォルニア州サクラメント
- シーダーウッド・サドベリー・スクール、 カリフォルニア州サンタクララ
- アルパイン・バレー・スクール、 コロラド州ウィート・リッジ
- マウンテイン・ローレル・サドベリー・スクール、 コネチカット州ニュー・ブリテイン
- ザ・ニュー・スクール、 デラウェア州ニューアーク
- フル・サークル・コミュニティ・スクール、 フロリダ州オーランド
- スプリング・バレー・スクール フロリダ州パーム・ハーバー
- エバーグリーン･サドベリー・スクール、メイン州ハロウェル
- フェアヘイヴン・スクール、メリーランド州アッパー・マールボロ
- サドベリー・バレー・スクール、マサチューセッツ州 フレイミングハム
- ロングビュー・スクール、 ニューヨーク州コートランド・マノール
- ハドソン･バレー･サドベリー･スクール、ニューヨーク州キングストン
- カトゥア・サドベリー・スクール、ノースカロライナ州アシュビル
- ザ・ブルー・マウンテイン・スクール、オレゴン州コテージ・グルーヴ
- ザ・サークル・スクール、ペンシルベニア州ハリスバーグ
- スィーゴ・リリィ・スクール、 ユタ州ソルトレイクシティ
- ブルー・リッジ・サドベリー・スクール、バージニア州リンチバーグ
- シェナンドー・バレー･コミュニティ・スクール、バージニア州ハリソンバーグ
- ザ・トリリアムスクール、ワシントン州インディアノラ
- ザ・クリアウォーター・スクール、 ワシントン州ボセル
- ザ・ハイランド・スクール、ウェストバージニア州ハイランド

### ドイツ
- サドベリー・シューレ・ハレ‐ライプツィヒ、ザクセン州ライプツィヒ
- ノイエ・シューレ・ハンブルク、 ハンブルク
- ティン・フライエ・デモクラティッシェ・シューレ・ベルリン、 ベルリン

### ベルギー
- サドベリー・ド・ヴリンダー、ヘント
- Leerhuis brussel

### カナダ
- インディゴ・サドベリー・キャンパス、 アルバータ州エドモントン
- ザ・ビーチ・スクール、オンタリオ州トロント

### オーストラリア
- ブルックリン・サドベリー・デモクラティック・センター・オブ・ラーニング、 ブルックリン、クイーンズランド

### イスラエル
- "Kanaf" デモクラティック・スクール、 ゴラン高原
- サドベリー・イェルサレム、 エルサレム

### オランダ
- ド・カンパーニュ、 アメルスフォールト　２０１４年閉校